# Rhaphidolejeunea foliicola
Rhaphidolejeunea foliicola är en bladmossart som först beskrevs av Horik., och fick sitt nu gällande namn av Chen. Rhaphidolejeunea foliicola ingår i släktet Rhaphidolejeunea och familjen Lejeuneaceae. Inga underarter finns listade i Catalogue of Life.